# Diocesi di Tisiduo
La diocesi di Tisiduo (in latino Dioecesis Thisiduensis) è una sede soppressa e una sede titolare della Chiesa cattolica.

## Storia
Tisiduo, identificabile con le rovine di Crich-El-Oued nell'odierna Tunisia, è un'antica sede episcopale della provincia romana dell'Africa Proconsolare, suffraganea dell'arcidiocesi di Cartagine.
Secondo Toulotte è attribuibile alla sede di Tisiduo Cyprianus, episcopus ecclesiae Tadduensis, che assistette al concilio antimonotelita del 646 celebrato a Cartagine.
Dal 1933 Tisiduo è annoverata tra le sedi vescovili titolari della Chiesa cattolica; dal 23 dicembre 2020 il vescovo titolare è Júlio César Gomes Moreira, vescovo ausiliare di Belo Horizonte.

## Cronotassi

### Vescovi
- Cipriano † (menzionato nel 646)

### Vescovi titolari
- John Raphael Quinn † (21 ottobre 1967 - 30 novembre 1971 nominato vescovo di Oklahoma City-Tulsa)
- Edward Thomas O'Meara † (28 gennaio 1972 - 21 novembre 1979 nominato arcivescovo di Indianapolis)
- Jesus Aputen Cabrera (5 maggio 1980 - 22 aprile 1985 nominato vescovo di Alaminos)
- Josef Voß † (18 marzo 1988 - 16 dicembre 2009 deceduto)
- Jean Marie Vũ Tất (29 marzo 2010 - 1º marzo 2011 nominato vescovo di Hưng Hóa)
- Leonardo Ulrich Steiner, O.F.M. (21 settembre 2011 - 27 novembre 2019 nominato arcivescovo di Manaus)
- Mauro Gambetti, O.F.M.Conv. (30 ottobre 2020 - 28 novembre 2020 nominato cardinale diacono del Santissimo Nome di Maria al Foro Traiano)
- Júlio César Gomes Moreira, dal 23 dicembre 2020